# Rockets de Kelowna
Les Rockets de Kelowna sont une franchise de hockey sur glace junior majeur du Canada localisée à Kelowna en Colombie-Britannique et évoluant au sein de la Ligue de hockey de l'Ouest.

## Histoire
L'histoire des Rockets débute en 1991 alors que le club évolue à Tacoma sous le nom de Rockets de Tacoma. Ils déménagent en 1995 à Kelowna.
Ils ont gagné la Coupe Memorial en 2004, alors qu'ils étaient l'équipe hôte.
Les couleurs de l'équipe sont le rouge, le turquoise et le noir. Le logo du club est l'Ogopogo, un monstre lacustre célèbre supposé vivre dans le Lac Okanagan.

## Palmarès
- Coupe Ed Chynoweth : 2003, 2005, 2009 et 2015.
- Coupe Memorial : 2004.